# Karl Ludwig Hencke

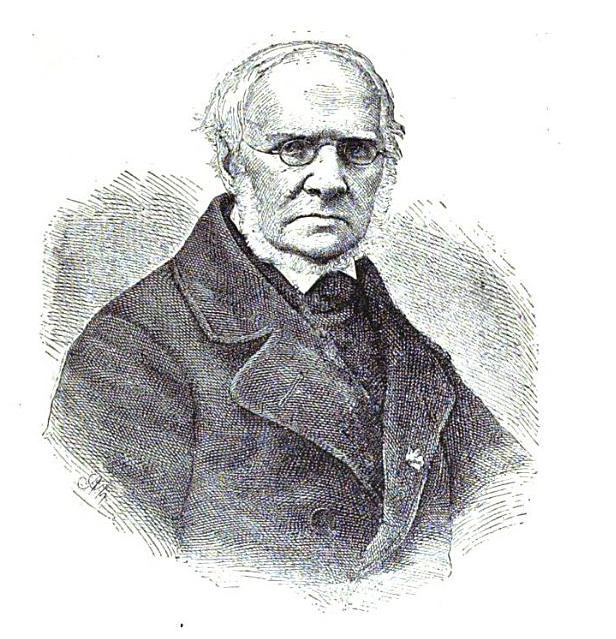
Karl Ludwig Hencke

Karl Ludwig Hencke (* 8. April 1793 in Driesen; † 21. September 1866 in Marienwerder) war ein deutscher Amateurastronom und Entdecker der Asteroiden Asträa und Hebe.

## Leben
1813 zog Hencke als Freiwilliger in den Befreiungskrieg gegen Napoléon Bonaparte und wurde bereits in der Schlacht bei Großgörschen erheblich verwundet. Später war er an verschiedenen Orten in Preußen als Postsekretär tätig, zuletzt in Friedeberg in der Neumark. Ab 1837 war er im Ruhestand und konnte sich ganz seiner Lieblingsbeschäftigung, der Astronomie widmen.
Am 8. Dezember 1845 entdeckte er den fünften Asteroiden des Sonnensystems, Astraea. Bemerkenswert ist, dass seit der Entdeckung des vierten Asteroiden Vesta im Jahre 1807 fast vierzig Jahre vergangen waren. 1847 entdeckte Hencke auch den sechsten Asteroiden, den er Hebe taufte. Diese beiden Entdeckungen gaben Anlass zu zahlreichen weiteren Beobachtungen, und in der Folge wurden tatsächlich viele weitere Kleinplaneten entdeckt.
Hencke bearbeitete eine der Berliner akademischen Sternkarten.
Er wurde am 4. Februar 1846 von König Christian VIII. von Dänemark mit der dänischen Verdienstmedaille Ingenio et arti ausgezeichnet.
Karl Ludwig Hencke starb am 21. September 1866 auf einer Reise bei Marienwerder.
Der Asteroid (2005) Hencke trägt seinen Namen.